# Campeonato Mundial de Atletismo em Pista Coberta de 2014 - 800 m feminino
A prova dos 800 metros feminino do Campeonato Mundial de Atletismo em Pista Coberta de 2014 foi disputada entre 7 e 9 de março na Ergo Arena em Sopot, na Polônia.

## Recordes
Antes desta competição, os recordes mundiais e do campeonato nesta prova eram os seguintes:
|    | Nome              | Nacionalidade | Tempo     | Local           | Data               |
| -- | ----------------- | ------------- | --------- | --------------- | ------------------ |
| WR | Jolanda Čeplak    | Eslovênia     | 1m 55s 82 | Viena, Áustria  | 3 de março de 2002 |
| CR | Ludmila Formanová | Chéquia       | 1m 56s 90 | Maebashi, Japão | 7 de março de 1999 |

## Medalhistas
| Ouro                 | Prata                   | Bronze                  |
| Chanelle Price (USA) | Angelika Cichocka (POL) | Maryna Arzamasova (BLR) |

## Cronograma
| Data       | Hora  | Evento        |
| ---------- | ----- | ------------- |
| 7 de março | 13:00 | Eliminatórias |
| 9 de março | 16:35 | Final         |

## Resultados

### Eliminatórias
Qualificação: 1 atletas de cada bateria  (Q) mais os 3 melhores qualificados (q).  
| Colocação | Bateria | Atleta              | Nacionalidade  | Tempo   | Notas        |
| --------- | ------- | ------------------- | -------------- | ------- | ------------ |
| 1.        | 1       | Angelika Cichocka   | Polónia        | 2:00,37 | Q, WL        |
| DSQ       | 2       | Natalija Łupu       | Ucrânia        | 2:00,65 | Q, SB Doping |
| 2.        | 3       | Selina Büchel       | Suíça          | 2:00,93 | Q, PB        |
| 3.        | 3       | Chanelle Price      | Estados Unidos | 2:01,05 | q            |
| 4.        | 2       | Maryna Arzamasawa   | Bielorrússia   | 2:01,15 | q, SB        |
| 5.        | 3       | Lenka Masná         | Chéquia        | 2:01,25 | q, PB        |
| 6.        | 2       | Natoya Goule        | Jamaica        | 2:01,89 | PB           |
| 7.        | 1       | Laura Muir          | Reino Unido    | 2:02,55 |              |
| 8.        | 1       | Olha Lachowa        | Ucrânia        | 2:02,71 | SB           |
| 9.        | 2       | Ajee Wilson         | Estados Unidos | 2:02,90 |              |
| 10.       | 2       | Stina Troest        | Dinamarca      | 2:02,95 | PB           |
| 11.       | 3       | Anna Szczagina      | Rússia         | 2:02,95 |              |
| 12.       | 1       | Jekatierina Kupina  | Rússia         | 2:03,17 |              |
| 13.       | 1       | Roseanne Galligan   | Irlanda        | 2:03,30 | SB           |
| 14.       | 3       | Jenna Westaway      | Canadá         | 2:03,52 |              |
| 15.       | 3       | Ciara Everard       | Irlanda        | 2:03,69 | SB           |
| 16.       | 2       | Malika Akkawi       | Marrocos       | 2:06,04 | SB           |
| 17 !      | 1       | Aníta Hinriksdóttir | Islândia       | DSQ     |              |

### Final
A final ocorreu dia 9 de março. 

| Colocação         | Atleta            | Nacionalidade  | Tempo   | Notas  |
| ----------------- | ----------------- | -------------- | ------- | ------ |
| Medalha de ouro   | Chanelle Price    | Estados Unidos | 2:00,09 | WL     |
| Medalha de prata  | Angelika Cichocka | Polónia        | 2:00,45 |        |
| Medalha de bronze | Maryna Arzamasawa | Bielorrússia   | 2:00,79 | PB     |
| 4.                | Selina Büchel     | Suíça          | 2:01,06 |        |
| DSQ               | Natalija Łupu     | Ucrânia        | 2:01,17 | Doping |
| 5.                | Lenka Masná       | Chéquia        | 2:02,46 |        |

Legenda
| Recorde mundial       | Recorde mundial (World record)               |                       | Recorde africano                      | Recorde africano (African) |                                           | Q | Classificado por posição (Qualified) |
| Recorde do campeonato | Recorde do campeonato (Championship record)  | Recorde da América    | Recorde da América (Americas)         | q                          | Classificado por melhor tempo (Qualified) |   |                                      |
| Melhor marca do ano   | Melhor marca do ano (World leading)          | Recorde asiático      | Recorde asiático (Asian)              | DNS                        | Não largou (Did not start)                |   |                                      |
| Recorde nacional      | Recorde nacional (National record)           | Recorde europeu       | Recorde europeu (European)            | DNF                        | Não terminou (Did not finish)             |   |                                      |
| Recorde pessoal       | Recorde pessoal do atleta (Personal best)    | Recorde da Oceania    | Recorde da Oceania (Oceania)          | DSQ / DQ                   | Desclassificado (Disqualified)            |   |                                      |
| Recorde da temporada  | Recorde da temporada do atleta (Season best) | Recorde sul-americano | Recorde sul-americano (South America) | NM                         | Sem marca (No mark)                       |   |                                      |